# Imperiul Latin de Constantinopol
Imperiul Latin al Constantinopolului sau Imperiul Latin al Orientului (numele original în latină Imperium Romaniae sau Imperium Constantinopolitanum) a fost o formațiune statală întemeiată de conducătorii cruciați venețieni și non-venețieni participanți la Cruciada a patra în regiunea cucerită din Imperiul bizantin după ocuparea Constantinopolului din 1204 și care a încetat să mai existe în 1261. Imperiul astfel creat urma să constituie urmașul de drept al jumătății răsăritene a Imperiului roman, având un împărat occidental de credință romano-catolică întronat în locul grecilor bizantini ortodocși. 
Balduin, conte al Flandrei, a fost încoronat ca împărat, sub numele de Balduin I, în data de 16 mai 1204. 
Imperiul Latin al Orientului a atins apogeul în timpul celui de al doilea împăratat, Henric I, însă a eșuat în a-și exercita autoritatea asupra celorlalte state latine întemeiate pe teritoriul Greciei (Rhomaniei), precum Regatul Salonicului, Principatul Ahaia etc., și a fost slăbit de continuele lupte cu vlaho-bulgarii și cu statele grecești succesoare ale Bizanțului (Imperiul de la Niceea, Despotatul Epirului, Imperiul din Trapezunt), în cele din urmă fiind cucerit de către Imperiul de la Niceea, condus de Mihail al VIII-lea Paleologul în anul 1261. Ultimul împărat, Balduin al II-lea, a plecat în exil, dar titlul imperial a supraviețuit, prin câțiva pretendenți, până în secolul al XIV-lea.

## Lista împăraților din Imperiul Latin al Constantinopolului
- Balduin I (1204–1205), conte al Flandrei, dispărut în timp ce se afla în detenție la Târnovo, capturat de suveranul vlaho-bulgar Ioniță Caloian, în urma bătăliei de la Adrianopol
- Henric I de Hainaut (1206–1216), conte de Hainaut, fratele mai mic al lui Balduin I
- Petru al II-lea de Courtenay (1216–1217), cumnatul lui Balduin I și al lui Henric I, capturat și asasinat de grecii Epirului
- Yolanda a Flandrei (1217–1219), sora lui Balduin I și a lui Henric I și nevasta lui Petru al II-lea
- Robert I de Courtenay (1219–1228), încoronat la 1221, fiul lui Petru al II-lea și al Yolandei
- Balduin al II-lea (1228–1261), încoronat la 1240, fratele mai mic al lui Robert I, înlăturat de pe tron la 1261 și decedat în 1273
- Jean de Brienne, regent (1229–1237), socrul lui Balduin al II-lea

## Lista împăraților latini în exil
- Balduin al II-lea (1261–1273)
- Filip I de Courtenay  (1273–1283), fiul lui Balduin al II-lea
- Ecaterina I de Courtenay  (1283–1308), fiica lui Filip I
- Carol de Valois (1301–1308), soțul Catherinei de Courtenay
- Ecaterina a II-a de Valois, prințesă a Ahaiei, fiica lui Carol și a Catherinei I
- Filip al II-lea al Tarentului (1313–1332), soțul Catherinei a II-a
- Robert al II-lea al Tarentului (1346–1364), fiul lui Filip al II-lea și al Catherinei a II-a
- Filip al III-lea al Tarentului (1364–1373), fratele lui Robert al II-lea
- Iacob de Baux (1373–1383), nepotul de frate al lui Filip al III-lea